# Sirathu
Sirathu é uma cidade e uma nagar panchayat no distrito de Kaushambi, no estado indiano de Uttar Pradesh.

## Geografia
Sirathu está localizada a 25° 39′ N, 81° 19′ L. Tem uma altitude média de 85 metros (278 pés).

## Demografia
Segundo o censo de 2001, Sirathu tinha uma população de 12,208 habitantes. Os indivíduos do sexo masculino constituem 52% da população e os do sexo feminino 48%. Sirathu tem uma taxa de literacia de 53%, inferior à média nacional de 59.5%: a literacia no sexo masculino é de 63% e no sexo feminino é de 42%. Em Sirathu, 17% da população está abaixo dos 6 anos de idade.